# Ливанский кризис 1958 года
Ливанский кризис 1958 года — политический кризис, вызванный политической и религиозной напряженностью в стране. 
Сопровождался вводом американских войск, результатом которого стало ослабление напряженности.

## Предпосылки
Во время Суэцкого кризиса обострились ливано-египетские отношения. Это было связано с тем, что прозападный президент Камиль Шамун (маронит по вероисповеданию) не стал разрывать дипломатических отношений с западными державами, напавшими на Египет, и тем самым разозлил президента Египта Гамаля Абделя Насера. Напряженность между двумя странами возросла, когда Ливан начал сближаться с участниками Багдадского пакта. Насер же считал, что прозападный Багдадский пакт представляет угрозу для арабского национализма.
Политическое устройство Ливана, согласно которому президент должен быть христианином-маронитом, а премьер-министр — мусульманином, и диаметрально противоположная внешнеполитическая ориентация этих фигур привели к нарастанию не только политической, но и религиозной напряженности. В 1957 году мусульманская оппозиция образовала Национальный фронт, потребовав проведения политики «позитивного нейтралитета» и дружбы с арабскими странами. В мае-июне в стране прошли массовые антиправительственные демонстрации.

## Гражданская война
В 1958 году президент Шамун предпринял попытку изменить конституцию, чтобы остаться у власти на новый срок. В ответ в мае вспыхнуло мусульманское восстание, возглавленное бывшими премьер-министрами Рашидом Караме и Абдаллой Яфи и председателем парламента Хамаде. Оно быстро переросло в гражданскую войну, и через некоторое время повстанцы завладели четвертью территории страны. Вскоре президент Шамун обратился в Совет Безопасности ООН, обвинив Объединённую Арабскую Республику в поставке оружия мятежникам через территорию Сирии. 
Революция 14 июля в Ираке, свергнувшая прозападное правительство страны, наряду с внутренней нестабильностью, вынудила президента Шамуна в тот же день обратиться за военной помощью к Соединенным Штатам. В этом его решительно поддерживал министр иностранных дел Шарль Малик.

## Операция «Голубая летучая мышь»

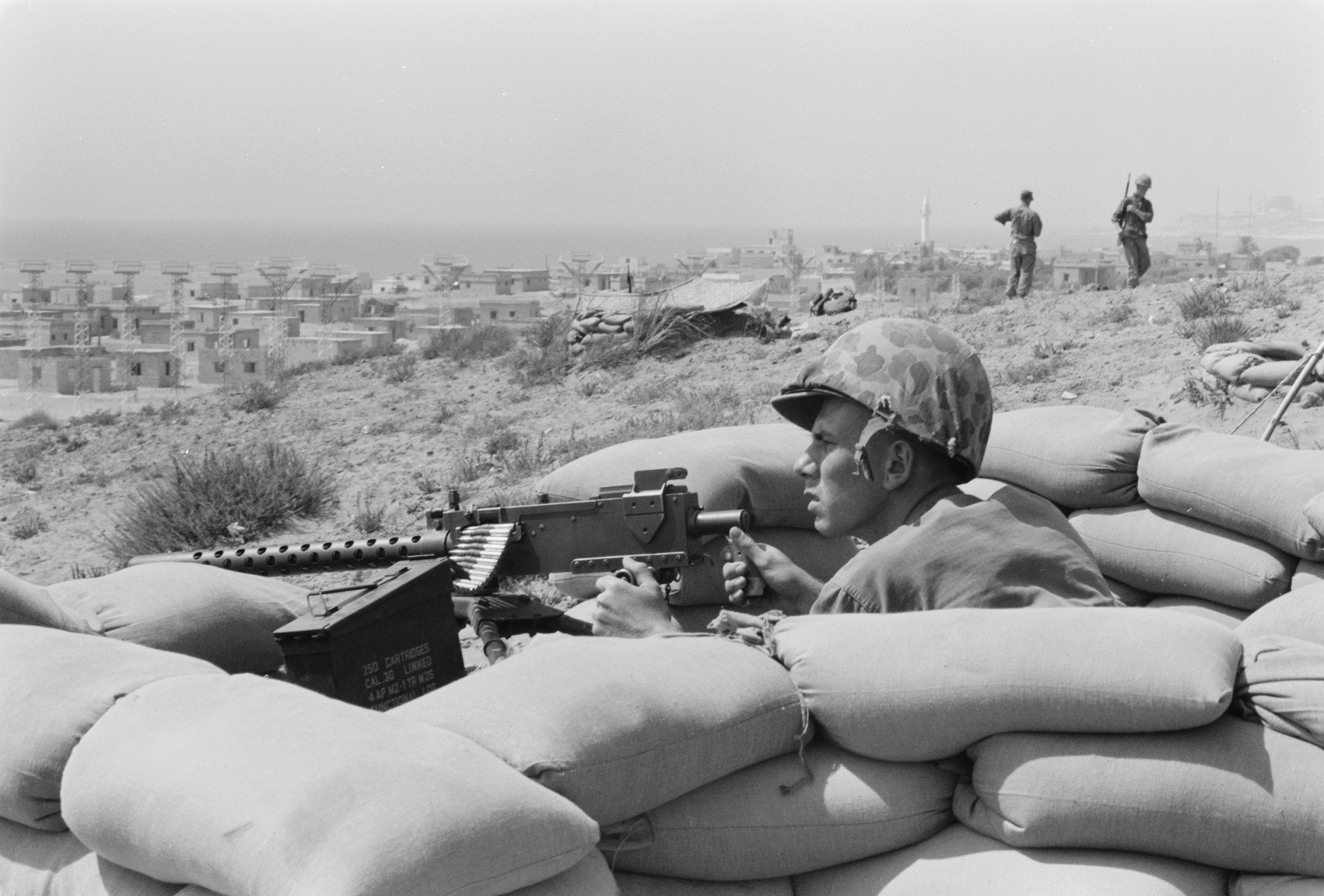
Морской пехотинец США в окопе под Бейрутом, 1958

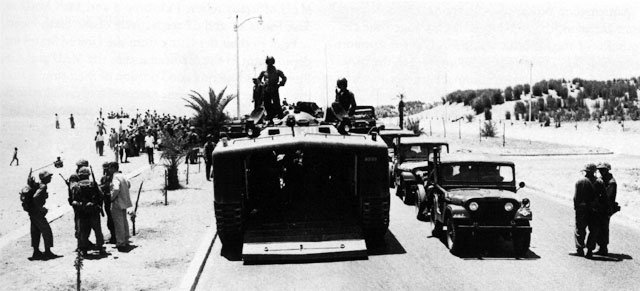
Патруль морской пехоты США в Бейруте, лето 1958 года

Президент США Эйзенхауэр ответил немедленным согласием, назначив операцию «Голубая летучая мышь» на следующий день — 15 июля. Это было первое применение доктрины Эйзенхауэра, провозгласившей право США на вмешательство в случае, если какой-либо из стран угрожает «коммунистическая угроза». Согласно плану операции, в день высадки американскими войсками были заняты международный аэропорт Бейрута в нескольких километрах к югу от города, бейрутский порт и подступы к городу. В операции приняли участие около 14000 человек, включая 8509 военнослужащих 1-й воздушно-десантной оперативной группы, 187-го пехотного полка, контингента из 24-й воздушно-десантной бригады 24-й пехотной дивизии, базирующейся в ФРГ, а также 5670 солдат и офицеров морской пехоты. Поддержку с моря им оказывал флот в составе 70 кораблей и 40000 моряков.

## Последствия
Американские войска смогли быстро взять ситуацию под свой контроль, после чего Эйзенхауэр послал в Ливан дипломата Роберта Д. Мёрфи в качестве своего личного представителя. Мёрфи убедил президента Шамуна подать в отставку, а также сыграл значительную роль в выборе на смену Шамуну умеренного христианина Фуада Шехаба. Один из лидеров мятежников, Рашид Караме, стал премьер-министром.
США вывели свои войска 25 октября. Потери среди американцев были удивительно небольшими: 3 солдата умерли в результате несчастных случаев, и один был убит снайпером.

### Книги
- Agwani, Mohammed Shafi. The Lebanese Crisis, 1958: A Documentary Study, 1965.
- Alin, Erika G. The United States and the 1958 Lebanon Crisis, American Intervention in the Middle East, 1994.
- Gammal, Pierrick el. Politique intérieure et politique extérieure au Liban de 1958 à 1961 de Camille Chamoun à Fouad Chehab. — Paris: Sorbonne University, 1991.
- Gendzier, Irene L. Notes from the Minefield: United States Intervention in Lebanon and the Middle East 1945—1958, 1997.
- Korbani, Agnes G. U.S. Intervention in Lebanon, 1958—1982: presidential decisionmaking, 1991.
- Murr Nehme, Lina. Le Liban Assassiné. — Aleph Et Taw, 2008. — ISBN 2-9515213-8-3.
- Murr Nehme, Lina. Les Otages Libanais Dans les Prisons Syriennes. — Aleph Et Taw, 2008. — ISBN 2-9515213-9-1.
- Salam, Nawaf. L’insurrection de 1958 au Liban. — Paris: Sorbonne University, 1979.
- Schulimson, Jack. Marines in Lebanon 1958. — Historical Branch, G-3 Division, Headquarters, U.S. Marine Corps, Washington, Department of the Navy, United States Marine Corps, 1966. — 60 p.
- Yagub, Salim. Containing Arab Nationalism, The Eisenhower Doctrine and the Middle East, 2003.
- The Lebanon Operation. — U.S. Army Center for Military History. — (Contingency Operations). — Historical Manuscript Collection 2-3.7 AC.F Tab D.

### Статьи
- Gerges, Fawaz A. The Lebanese Crisis of 1958: The Risks of Inflated Self-Importance. // Beirut Review. — 1993. — P. 83-113.
- Lesch, David W. Prelude to the 1958 American Intervention in Lebanon. // Mediterranean Quarterly. — 1996. — Vol. 3 (7). — P. 87-108.
- Little, Douglas. His Finest Hour? Eisenhower, Lebanon, and the 1958 Middle East Crisis. // Diplomatic History. — 1996. — Vol. 1 (20). — P. 27-54.
- Ovendale, Ritchie. Great Britain and the Anglo-American Invasion of Jordan and Lebanon in 1958. // The International History Review. — 1994. — Vol. 2 (16). — P. 284—304.
- Tinguy, Edouard de. The Lebanese crisis of 1958 and the U.S military intervention. // Revue d’Histoire Diplomatique. — Paris: A. Pédone. — 2007. — Vol. 4.